# Anton Praetorius

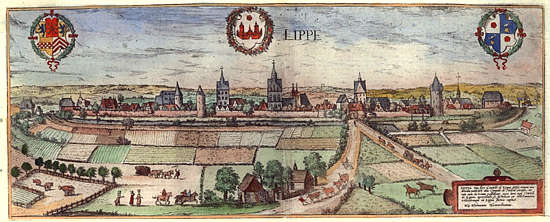
Lippstadt

Anton Praetorius (1560, Lippstadt, Německo – 6. prosince 1613, Laudenbachu/Bergstraße) byl německý farář, reformovaný teolog, spisovatel a bojovník proti procesům na čarodějnice a mučení.

## Život
Praetorius se stal rektorem Latinské školy v Kamenu. Roku 1595 přivedla jeho žena Marie na svět syna Johannese. Krátce nato se stal Anton Praetorius prvním reformovaným farářem v Dittelsheimu, kde roku 1595 sepsal nejstarší pojednání o 1. Velkém sudu na zámku v Heidelberku v latině. O rok později se stal knížecím dvorním kazatelem v Birsteinu (u Frankfurtu nad Mohanem).

## Praetorius a hon na čarodějnice
Roku 1597 jmenoval kníže Praetoria členem procesu na čarodějnice. Praetorius protestoval proti mučení a dosáhl toho, že byl proces ukončen a žena propuštěna na svobodu. Je to jediný dochovaný případ, kdy duchovní během procesu na čarodějnice žádal ukončení nelidského mučení a měl úspěch.[zdroj?]

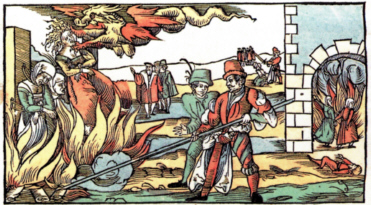
Upalování čarodějnic

Praetorius ztratil místo dvorního kazatele a roku 1598 se stal farářem v Laudenbachu /Bergstraße. Pod pseudonymem svého syna Johanna Sculteta uveřejnil roku 1598 knihu Řádná zpráva o kouzlech a kouzelnících proti čarodějnictví a mučení.
Roku 1602 ve druhém vydání Řádné zprávy si dodal odvahy a použil jako autor vlastního jména. Následujícího roku vyšlo 3. vydání i s předmluvou autora. Roku 1629 uveřejnili neznámí (vydavatelé) 4. vydání Praetoriovy Zprávy o kouzlech a kouzelnících.

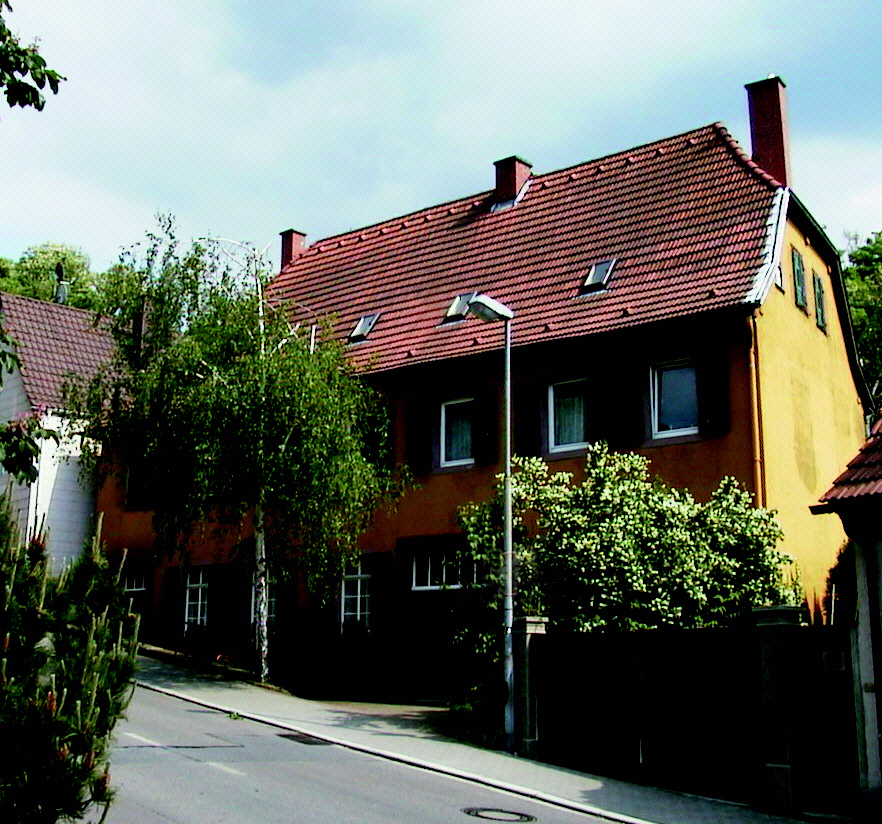
Laudenbach, farářův dům

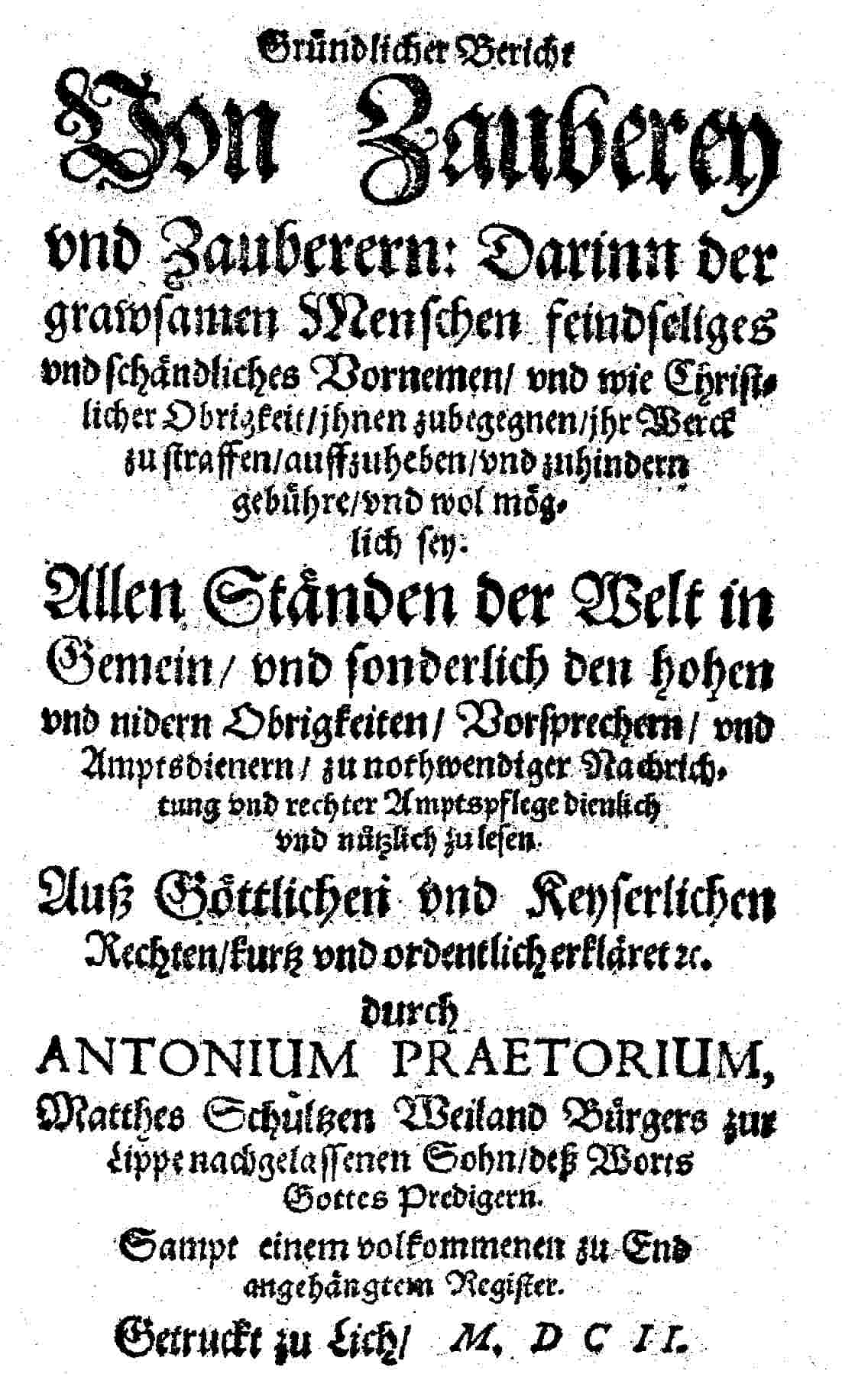
Praetorii: titulní strana „Zprávy“ z roku 1602

## Dílo
- Vas Heidelbergense, Heidelberg, 1595
- Gründlicher Bericht von Zauberey und Zauberern. Durch Joannem Scultetum Westphalo-camensem, 1598 (Pod pseudonymem svého syna Johanna Sculteta uveřejnil roku 1598 knihu)
- Gründlicher Bericht von Zauberey und Zauberern: kurtz und ordentlich erkläret durch Antonium Praetorium 1602.
- De Sacrosanctis Sacramentis novi foederis Jesu Christi 1602